# 中国共产党嘉峪关市委员会
中国共产党嘉峪关市委员会（简称中共嘉峪关市委），是中国共产党在甘肃省嘉峪关市的领导机关。现任市委书记是雷思维。

## 历史沿革
嘉峪关市在古代历史上无郡县设置。1958年，成立酒泉钢铁公司，筹备建市。1965年，设立嘉峪关市，为县级市，归属酒泉地区管辖。1971年，升格为地级市。
1966年，嘉峪关市成立党的筹委会。1968年4月，经中国共产党甘肃省革命委员会核心小组批准，建立中国共产党嘉峪关市革命委员会核心小组（县级）。1971年4月，经甘肃省委批准，成立中国共产党嘉峪关市委员会（县级）。1971年10月，成立中国共产党嘉峪关市革命委员会核心小组（地级）。1972年4月，成立中国共产党嘉峪关市委员会（地级）。1983年9月，政企分离，中国共产党嘉峪关市委员会与中国共产党酒泉钢铁公司委员会分设。

## 机构设置
根据《嘉峪关市机构改革方案》，中国共产党嘉峪关市委员会设置下列机构：
- 中共嘉峪关市委办公室（嘉峪关市档案局）

职能部门
- 中共嘉峪关市委组织部
- 中共嘉峪关市委宣传部
- 中共嘉峪关市委统一战线工作部
- 中共嘉峪关市委政法委员会

办事机构
- 中共嘉峪关市委政策研究室
- 中共嘉峪关市委网络安全和信息化领导小组办公室
- 中共嘉峪关市委机构编制委员会办公室
- 中共嘉峪关市委军民融合发展委员会办公室
- 中共嘉峪关市委巡察工作领导小组办公室
- 中共嘉峪关市委信访局

派出机关
- 中共嘉峪关市委直属机关工作委员会

直属事业单位
- 嘉峪关市档案馆
- 中共嘉峪关市委党校

## 历届组成人员

### 县级市
第一届
- 任期：1971年4月－1971年10月
- 书记：李升发
- 副书记：朱远志、董聚会

### 地级市
第一届
- 任期：1972年4月－1979年3月
- 书记：郭时胜（1972年4月27日－1973年7月12日） → 鲍鸿光（1973年7月12日－1978年5月5日） → 刘锋（1978年5月5日－1979年3月24日）
- 副书记：鲍鸿光（1972年4月27日－1973年7月12日）、陈宾（1972年4月27日－1973年7月12日）、梁振全（1973年2月2日－1973年7月12日）、刘锋（1973年2月2日－1973年7月12日）、李升发（1973年7月12日－1976年1月3日）、郭坦（未到职）、张汝成（1976年1月3日－1979年3月24日）、王德三（1976年7月7日－1978年5月5日）、韩显沛（1976年7月7日－1979年3月24日）
- 秘书长：

第二届
- 任期：1979年3月－1983年8月
- 书记：刘锋（1979年3月24日－1981年11月16日） → 韩显沛（1981年11月16日－1983年8月17日）
- 副书记：李新民（1979年3月24日－1980年5月）、韩显沛（1979年3月24日－1981年11月16日）、张汝成（1979年3月24日－1982年6月7日）、高兆兴（1979年3月24日－1980年6月18日）、刘万才（1981年10月8日－1983年8月17日）、解长荣（1982年5月5日－1983年8月17日）
- 秘书长：

第三届
- 任期：1983年8月－1986年12月
- 书记：李天昌
- 副书记：解长荣、刘恭、程万琦、孙一峰
- 秘书长：

...
第十届
- 任期：2011年10月－2016年9月
- 书记：郑亚军（2011年10月－2016年5月） → 柳鹏（2016年6月－2016年9月）[4]
- 副书记：柳鹏（2011年10月－2016年5月）、王锋（2011年10月－2016年3月）、王砚（2016年6月－2016年9月）
- 秘书长：王毅

第十一届
- 任期：2016年9月－
- 书记：柳鹏（2016年9月－2017年4月） → 王砚（2017年4月－2018年1月） → 李忠科（2018年1月－2021年7月） → 雷思维（2021年7月－）[5]
- 副书记：王砚（2016年9月－2017年4月）、张静昌（2016年9月－2017年4月）、丁巨胜（2017年4月－2021年7月）、杨伯江（2017年4月－？）、刘凯（2021年7月－）[6]
- 秘书长：韩峻峰